# Yūka Setō
Yūka Setō (jap. 勢藤 優花, Setō Yūka; * 22. Februar 1997 in Kamikawa, Hokkaidō) ist eine japanische Skispringerin.

## Werdegang
Setō gab ihr internationales Debüt bei FIS-Springen in Sapporo im März 2013. Im September des gleichen Jahres startete sie in Râșnov erstmals im FIS Cup. Dabei sprang sie zweimal unter die besten fünf.
Am 5. Dezember 2014 gab Setō ihr Weltcupdebüt in Lillehammer. Auf Platz 32 verpasste sie knapp den zweiten Durchgang und damit auch erste Weltcup-Punkte. Erst mit dem 22. Platz im Januar beim Weltcup in Sapporo gelang ihr erstmals der Gewinn von Weltcup-Punkten. Kurz darauf sprang sie auf der Zaō-Schanze erstmals unter die besten 20. Bei den Junioren-Weltmeisterschaften 2015 im kasachischen Almaty gewann sie gemeinsam mit Nozomi Maruyama, Yurina Yamada und Shihori Ōi die Bronzemedaille im Teamspringen hinter den Mannschaften aus Deutschland und Russland. Bei den Ende Februar stattfindenden Nordischen Skiweltmeisterschaften 2015 in Falun startete sie im Einzel von der Normalschanze und erreichte dabei Platz 31. Ihre erste Weltcup-Saison beendete sie nach einem 30. Platz in Oslo als 27. der Weltcup-Gesamtwertung.
Im Sommer 2015 startete Setō im Skisprung-Grand-Prix. Dabei erreichte sie in Tschaikowski und Almaty in allen vier Springen die Punkteränge und wurde am Ende 17. der Grand-Prix-Gesamtwertung. In den Winter 2015/16 startete sie mit einem 16. Platz in Lillehammer. Im Januar 2016 erreichte sie als Fünfte auf der Zaō-Schanze ihr bis dahin bestes Einzelresultat im Weltcup. Bei den Junioren-Weltmeisterschaften 2016 in Râșnov belegte Setō Rang fünf im Einzel sowie im Mixed-Team mit ihren Mannschaftskollegen und -kolleginnen Rang sechs. Nach der Junioren-WM trat sie zu keinen weiteren Weltcups an und beendete daraufhin die Saison am Ende nur auf Rang 17 der Weltcupgesamtwertung. Im Sommer sicherte sich Setō mit drei Top-10-Platzierungen Platz fünf in der Gesamtwertung des Skisprung-Grand-Prix 2016.
Bei den Nordischen Skiweltmeisterschaften 2017 in Lahti sprang Setō auf Platz 14 im Einzel von der Normalschanze. Nachdem sie im Sommer erneut erfolgreich im Grand Prix gestartet war, bekam Setō für den Winter 2017/18 erneut einen festen Platz im japanischen Kader im Skisprung-Weltcup. Während der Saison gewann sie mit der japanischen Mannschaft die ersten beiden Mannschaftsspringen in der Geschichte des Damen-Weltcups in Hinterzarten und Yamagata. Bei den Olympischen Winterspielen 2018 in Pyeongchang belegte sie den 17. Rang im Einzelwettbewerb auf der Normalschanze. Am 25. März 2018 erreichte sie mit Platz vier beim Weltcup-Finale in Oberstdorf ihr bis dahin bestes Einzelergebnis im Weltcup.
Bei den Weltmeisterschaften 2019 in Seefeld in Tirol wurde sie im Einzelwettbewerb 28. Zwei Jahre später erreichte sie bei den Weltmeisterschaften 2021 in Oberstdorf den vierten Platz im Mannschaftswettbewerb der Frauen. Im Einzelwettbewerb von der Normalschanze wurde sie 22.
Bei den Olympischen Winterspielen 2022 in Peking belegte sie den 14. Rang im Einzelwettbewerb auf der Normalschanze.

## Privates
Yūka Setō hat eine jüngere Schwester, Rio Setō (* 2001), die ebenfalls als Skispringerin aktiv ist.

## Erfolge

### Weltcupsiege im Team
| Nr. | Datum             | Ort          | Typ           |
| --- | ----------------- | ------------ | ------------- |
| 1.  | 16. Dezember 2017 | Hinterzarten | Normalschanze |
| 2.  | 20. Januar 2018   | Yamagata     | Normalschanze |

## Statistik

### Weltcup-Platzierungen
| Saison  | Platz | Punkte |
| ------- | ----- | ------ |
| 2014/15 | 27.   | 083    |
| 2015/16 | 17.   | 257    |
| 2016/17 | 12.   | 406    |
| 2017/18 | 13.   | 275    |
| 2018/19 | 22.   | 217    |
| 2019/20 | 18.   | 183    |
| 2020/21 | 30.   | 066    |
| 2021/22 | 21.   | 203    |
| 2022/23 | 17.   | 437    |
| 2023/24 | 25.   | 199    |
| 2024/25 | 19.   | 312    |

### Grand-Prix-Platzierungen
| Saison | Platz | Punkte |
| ------ | ----- | ------ |
| 2015   | 17.   | 063    |
| 2016   | 05.   | 112    |
| 2017   | 06.   | 156    |
| 2018   | 17.   | 077    |
| 2019   | 19.   | 034    |
| 2021   | 34.   | 044    |
| 2022   | 40.   | 024    |